# Rio Coteanu
O Rio Coteanu é um rio da Romênia, afluente do Ialomiţa, localizado no distrito de Dâmboviţa.